# Bolbopsittacus lunulatus
Papagaio-goiabeiro ou lorito-goiabeiro (Bolbopsittacus lunulatus) é uma espécie de ave da família Psittacidae. É a única espécie do género Bolbopsittacus.
É endémica das Filipinas.
Os seus habitats naturais são: florestas subtropicais ou tropicais húmidas de baixa altitude e florestas de mangal tropicais ou subtropicais.